# Limbisches System

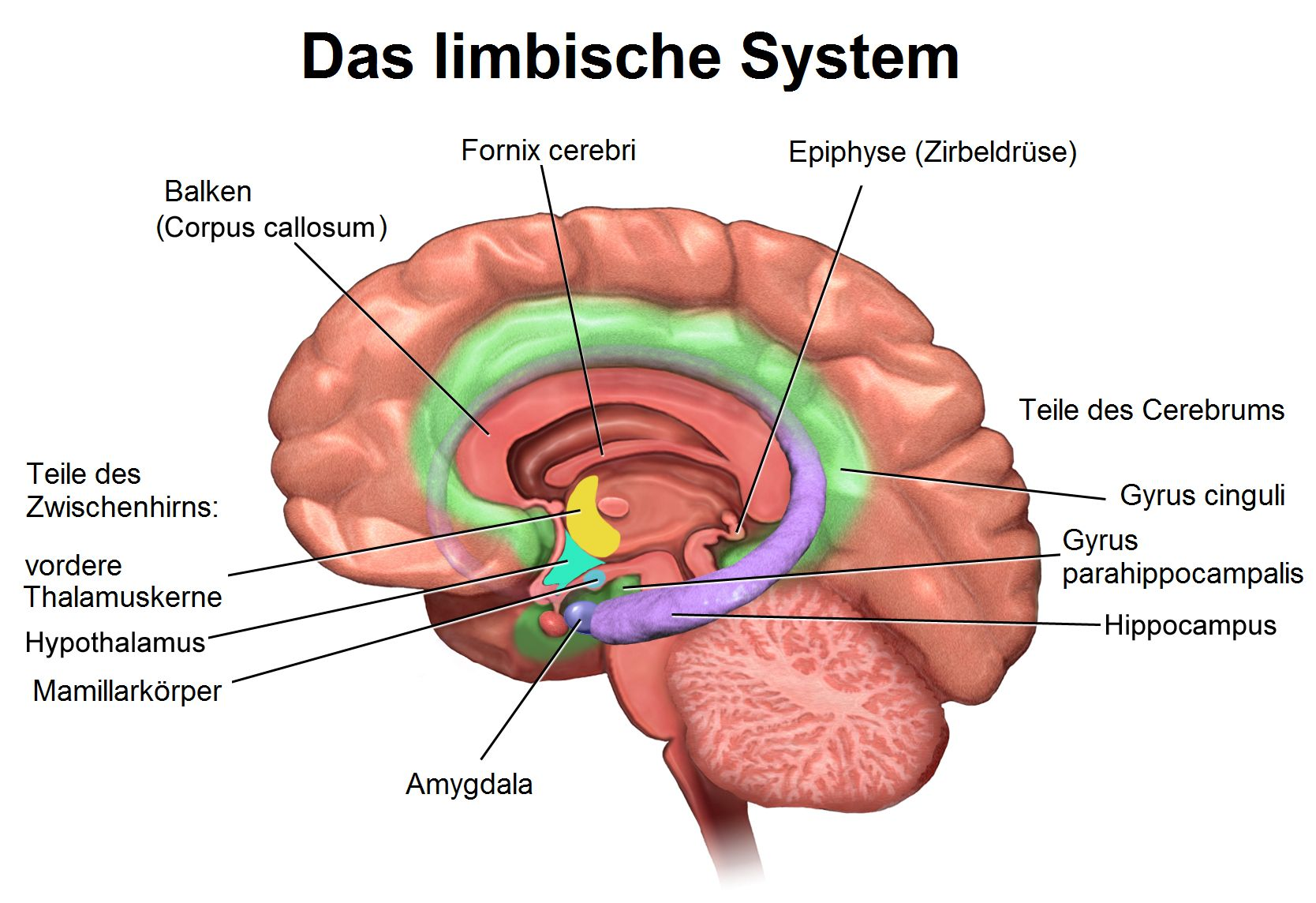
Die Teile des limbischen Systems

Das limbische System (von lateinisch limbus „Saum“) ist eine Funktionseinheit des Gehirns, die der Verarbeitung von Emotionen und der Entstehung von Triebverhalten dient. Dem limbischen System werden auch intellektuelle Leistungen zugesprochen. Die Sichtweise, bestimmte Funktionen (wie die Triebe) nur auf das limbische System zu beziehen und als vom Rest des Gehirns funktionell abgegrenzt zu betrachten, gilt heute als veraltet. Andere kortikale und nicht-kortikale Strukturen des Gehirns üben einen enormen Einfluss auf das limbische System aus. Die Entstehung von Emotion und Triebverhalten muss also immer als Zusammenspiel vieler Gehirnanteile gesehen werden und darf nicht dem limbischen System allein zugesprochen werden.
Das limbische System sorgt auch für die Ausschüttung von Endorphinen, also körpereigenen Opioiden.

## Geschichte
Der Begriff wurde 1878 von Paul Broca eingeführt, der einen „limbischen Lappen“ definierte. Der Name „limbisch“ leitet sich von lateinisch limbus („Saum“) ab, da die dazugehörigen Strukturen einen doppelten Ring um die Basalganglien und den Thalamus bilden. Paul MacLean prägte 1952 den Begriff „limbisches System“ und ordnete auch den Mandelkern diesem funktionellen Gebilde zu.
Die erste funktionelle Theorie wurde 1937 von James W. Papez entwickelt, der sogenannte Papez-Kreis. Seit den 1990er Jahren steht das Konzept des limbischen Systems jedoch in zunehmender Kritik:
- Autoren wie Rolf Kötter und Niels Meyer (1992) weisen darauf hin, dass es kein unabhängiges und allgemein anerkanntes Definitionskriterium gebe – sei es anatomisch oder funktional –, welches für alle zum limbischen System gezählten Gebiete zutreffen könnte. Als Antwort auf diese Kritik haben andere Autoren das Konzept eines extended limbic system vorgeschlagen, das auch Teile der Großhirnrinde und des Hirnstamms umfasst, oder den Begriff als fuzzy limbic system (Isaacson) verteidigt.
- Andere Wissenschaftler, die an den neuronalen Grundlagen von Emotionen forschen (z. B. Joseph LeDoux), geben zu bedenken, dass Emotionen kein monolithisches Phänomen sind, sondern dass ganz unterschiedliche neuronale Substrate z. B. der Furcht oder dem Suchtverlangen zugrunde liegen.

## Anatomie
Die Strukturen des limbischen Systems bilden einen doppelten Ring um die Basalganglien und den Thalamus. Es wird gebildet aus phylogenetisch alten Anteilen der Großhirnrinde (Paläopallium und Archipallium, auch Allocortex) und subkortikalen Strukturen, die medial der Hemisphären liegen.
Das limbische System gliedert sich in die folgenden anatomischen Strukturen (unvollständige Auswahl):
- Hippocampus
- Fornix
- Corpus mamillare
- Gyrus cinguli
- Corpus amygdaloideum (Amygdala, Mandelkern)
- Nucleus anterior des Thalamus
- Habenulae (Epithalamus)
- Gyrus parahippocampalis
- Septum pellucidum

Jeder dieser Bestandteile besitzt wichtige funktionelle Verbindungen zu Steuerungszentren in anderen Hirnregionen. Die Verbindungen mit dem Mittelhirn werden auch als Mesolimbisches System bezeichnet.

## Störungen
Bei einigen Krankheiten sind Veränderungen des limbischen Systems oder der Amygdalae beobachtbar (z. B. Gedächtnisstörungen; Posttraumatische Belastungsstörungen; Narkolepsie; Autismus; Depressionen; Phobien und das Urbach-Wiethe-Syndrom). Eine verminderte Einschätzungsfähigkeit emotionaler Situationen wird damit in Verbindung gebracht. Da zum limbischen System viele Strukturen gehören, ist es schwierig, dieser „Funktionseinheit“ insgesamt einzelne Krankheiten bzw. Störungen zuzuordnen. Erkrankungen können viele unterschiedliche Ursachen haben, deren Ursprünge eventuell auf spezifische Teile des limbischen Systems beschränkt angenommen werden.

### Alzheimer-Krankheit
Der Hippocampus – als Teil des limbischen Systems – ist eines der ersten Areale, die von der Alzheimer-Krankheit befallen werden. Weitere Hirnveränderungen, die mit der Erkrankung einhergehen, konzentrieren sich dann weitestgehend auf den Neokortex und den limbischen Kortex.

### Bipolare Störung
Zu den Ursachen der bipolaren Störung wird auch eine Funktionsveränderung des limbischen Systems gezählt.

### Schizophrenie
Auf biologischer Ebene lässt sich bei der Schizophrenie mithilfe von PET oft eine verminderte Aktivität des Frontalhirns beobachten, die sog. Hypofrontalität – diese geht einher mit limbischen Dysfunktionen und einer eingeschränkten Regulation von Emotionen und Angst.